# Paysandú
Paysandú är Uruguays fjärde största stad. Den ligger i östra delen längs Uruguayfloden, gränsfloden till Argentina. På den argentinska sidan ligger staden Colón, Entre Ríos och de båda städerna är förbundna med General Artigasbron. Paysandú är huvudstad i departementet med samma namn.
Paysandú är, för Uruguay, ovanligt kosmopolitisk med många invånare med italienska, schweiziska, polska tyska, ryska, ukrainska, belgiska och afrikanska rötter. Det beror på liberala immigrationslagar och löften om rikedom under 1800-talet.

## Näringsliv
De största industrierna är bryggeriet Norteña, sockerbruket Azucarlito, ylleproducenten Paylana och läderfabriken Paycuero. I Paysandú befinner sig även Uruguays centrum för skogsplantage, med flera företag som har eucalyptusplanteringar.
Regionens bördiga jordar har också utgjort grunden för djurhållning, med förutom får till ylleindustrin både mjölk- och köttkor. I floden finns en mindre fiskeindustri och annat jordbruk med vete, frukt och bär bedrivs också.
Jordbruken spelar också en viss roll i ekoturismen som är en växande näring, särskilt i den närliggande nationalparken Esteros de Farrapos.